# México a través de los siglos

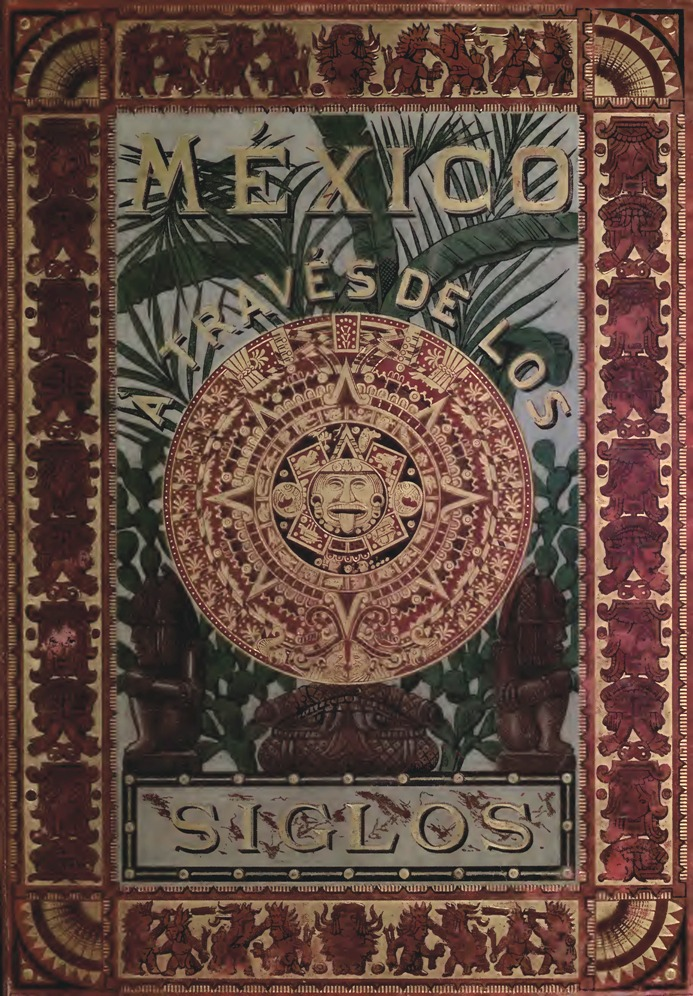
Portada de la edición histórica de 1890.

México a través de los siglos es el título de una enciclopedia sobre la historia de México que fue publicada en 1884 por las casas editoriales de Espasa y Compañía (España) y J. Ballescá y Compañía (México).
Según la publicidad de la época, se trataba de "Historia general y completa del desenvolvimiento social, político, religioso, militar, artístico, científico y literario de México, desde la antigüedad más remota hasta la época actual", finalmente declarándose como "Obra única en su género".
Este proyecto literario fue ideado en 1882 por los editores José Ballescá Casals y Santiago Ballescá Farró, quienes confiaron su dirección editorial al general Vicente Riva Palacio, encargándose los editores Ballescá principalmente de su dirección general y artística. En su autoría participaron historiadores como Alfredo Chavero, Juan de Dios Arias, Enrique de Olavarría y Ferrari, José María Vigil y Julio Zárate; el propio Riva Palacio escribió el segundo tomo dedicado a la Colonia.

## Tomos
La obra se divide en 5 tomos:
- Tomo I: "Historia antigua y de la conquista" (desde la antigüedad hasta 1521) por Alfredo Chavero.
- Tomo II: "Historia del virreinato" (1521 - 1807) por Vicente Riva Palacio.
- Tomo III: "La guerra de independencia" (1808 - 1821) por Julio Zárate.
- Tomo IV: "México independiente" (1821 - 1855) por Juan de Dios Arias (quien murió mientras lo escribía) y fue continuada por Enrique de Olavarría y Ferrari.
- Tomo V: "La reforma" (1855 - 1867) por José María Vigil.

Posteriormente, el contenido fue dividido en 10 tomos: "Historia antigua y de la conquista", Tomos I & II; "Historia del virreinato", Tomos III & IV; "La guerra de independencia"; Tomos V & VI; "México independiente", Tomos VII & VIII; "La reforma", Tomos IX & X, y su presentación cambió en tonalidad. Incluye láminas ilustrativas.